# Conway (fleuve de Nouvelle-Zélande)
Pour les articles homonymes, voir Conway.
Le fleuve Conway (anglais : Conway River) est un cours d’eau, qui forme une partie de la frontière traditionnelle entre la Région de Canterbury et la région de Marlborough dans l’Île du Sud de la Nouvelle-Zélande. Il est néanmoins situé entièrement dans le district d'Hurunui au nord de la région de Canterbury.

## Géographie
Il prend naissance dans la chaîne d’Amuri près du col de “Palmer Saddle” et il coule pendant 30 km vers le sud-est à travers les Hundalee Hills (en) à l’extrémité sud de la chaîne des Kaikoura (en), avant de tourner vers le nord-est et d’atteindre l’Océan Pacifique à 30 kilomètres au sud de la ville de Kaikoura.

## Affluents
La rivière Charwell (droite) est un de ses affluents.

## Étymologie
Il a probablement été dénommé vers l’année 1850, d’après le nom de la rivière Conwy du nord du Pays de Galles, dont était originaire Thomas Hanmer, le propriétaire de la station de ‘Hawkeswood’, qui siège près de ses rives.